# Schmidtiana borrei
Schmidtiana borrei là một loài bọ cánh cứng trong họ Cerambycidae.